# Banes (Kuba)

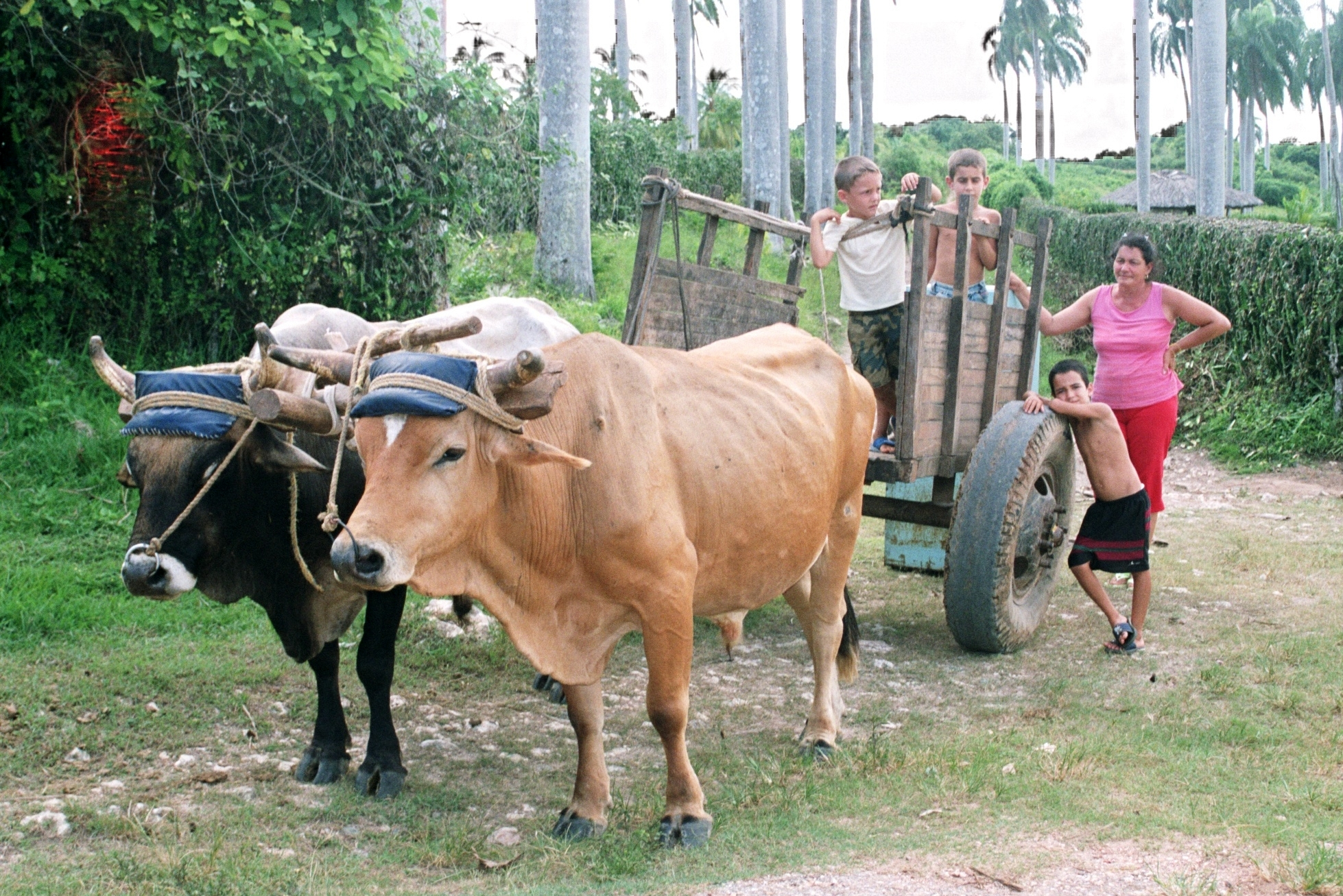
Banes Gelände (2007)

Banes ist Municipio und eine Stadt im Osten Kubas und gehört zur Provinz Holguín. Sie befindet sich ca. 40 km östlich von Playa Guardalavaca gelegen. In ihr mündet die Bucht Bahía de Banes.

## Söhne und Töchter der Stadt
- Fulgencio Batista (1901–1973), kubanischer Staatspräsident und Diktator
- Rafael Diaz-Balart (1926–2005), kubanischer Rechtsanwalt und Politiker in Batistas Regierung
- Óscar Pino Santos (1928–2004), kubanischer Journalist und Diplomat
- Juan Miguel Pozo (* 1967), kubanisch-deutscher Maler
- Nancy McLeón (* 1971), kubanische Sprinterin